# San'yaku
San'yaku (jap. 三役 trzy rangi) – określenie w japońskich zapasach sumo, oznaczające zapaśników trzech rang poniżej rangi wielkiego mistrza yokozuny, czyli: komusubi, sekiwake, ōzeki. W rzeczywistości są to obecnie cztery rangi, włącznie z yokozuną, gdyż historycznie ranga ta, to ranga ōzeki z pozwoleniem na prezentowanie własnej ceremonii wejścia na ring.  

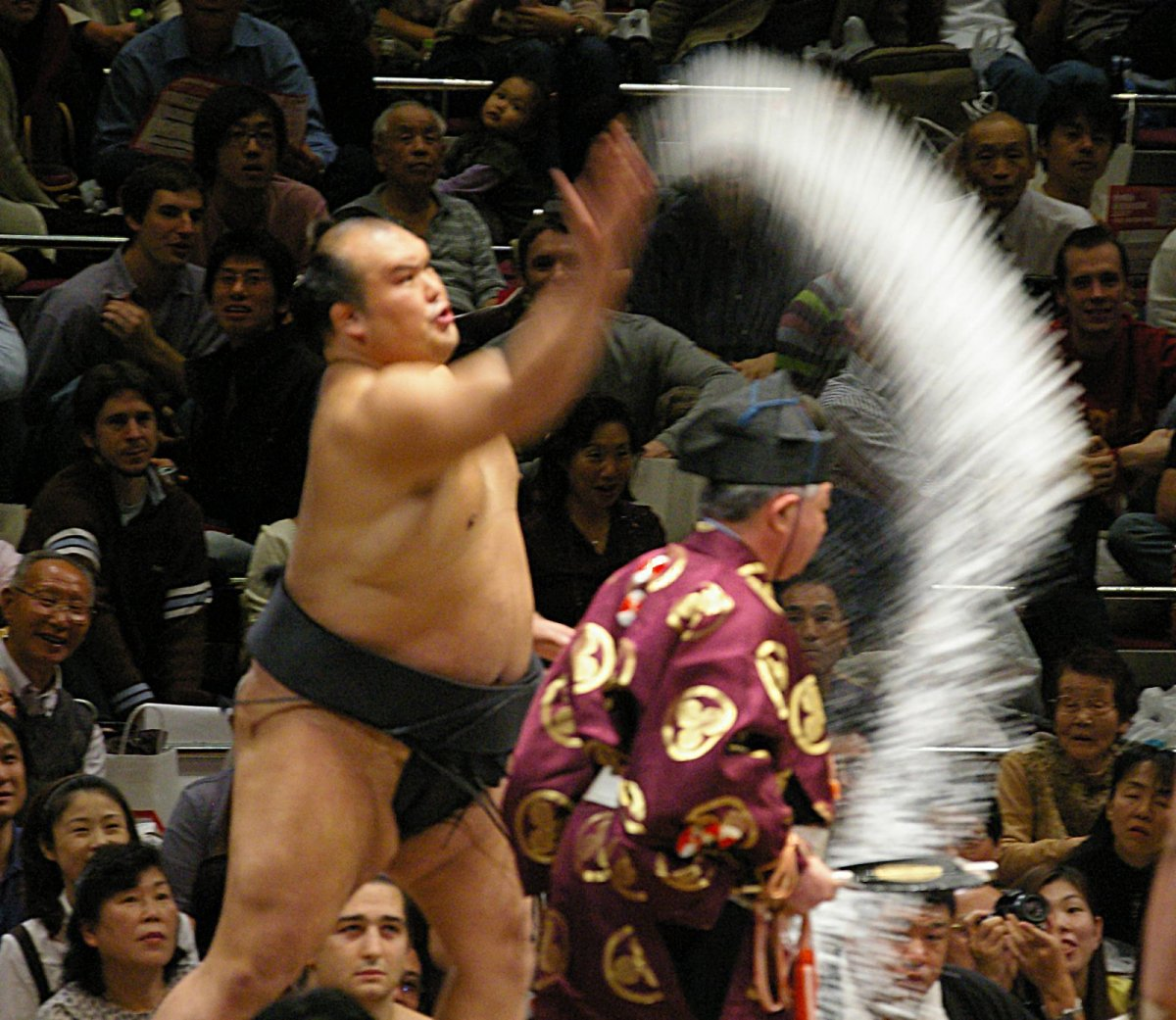
Ceremonia sypania soli przed walką sumo

Do grupy san'yaku mogą awansować zawodnicy rangi maegashira poprzez wygranie minimum 8 z 15 walk w turnieju. Skala awansu zależy od wielu skomplikowanych czynników, takich jak ranga przeciwnika, wyniki w ostatnich turniejach, liczba wygranych turniejów itp.